# يو إف سي 182
يو إف سي 182: جونز ضد كورمييه (بالإنجليزية: UFC 182: Jones vs. Cormier)‏ هو حدث لفنون القتال المختلطة نظمته يو إف سي، أُقيم في 3 يناير 2015، على إم جي إم جراند جاردن أرينا في لاس فيغاس، نيفادا، الولايات المتحدة.